# Robot de cocina

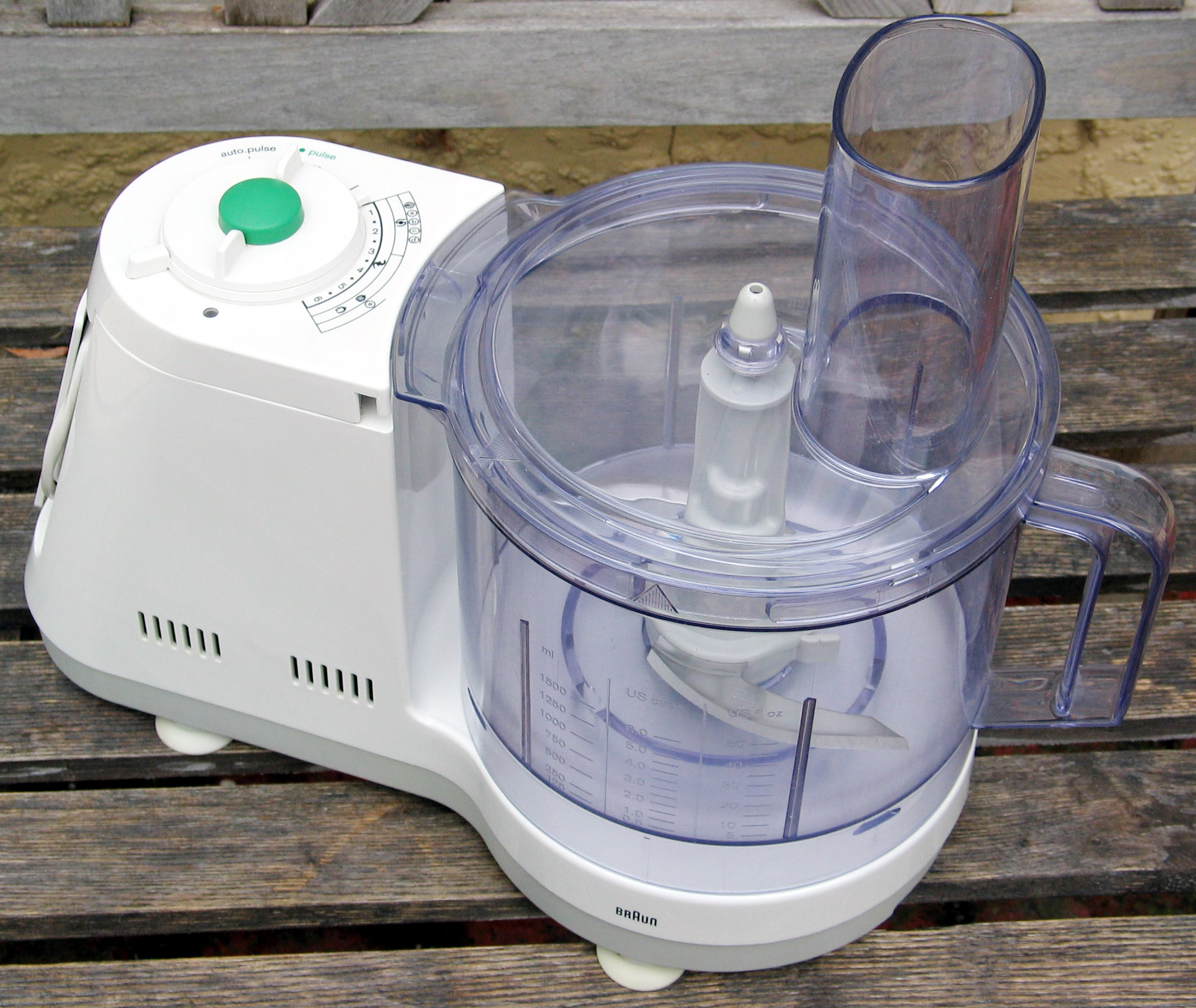
Robot de cocina eléctrico.

Un robot de cocina, también llamado procesador de alimentos, multiprocesadora, simplemente procesadora o máquina de cocina toda-en-una, es un electrodoméstico usado para realizar diversas tareas repetitivas en el proceso de preparación de la comida. Actualmente el término alude casi siempre a un aparato eléctrico, si bien hay algunos dispositivos mecánicos que realizan la misma función.
Los robots de cocina son parecidos a las licuadoras en muchos aspectos. La principal diferencia es que los robots de cocinas usan cuchillas y discos intercambiables en lugar de una cuchilla fija. También sus vasos son más anchos y cortos, forma más apropiada para los alimentos sólidos o semisólidos que suelen trabajarse con ellos. Normalmente se necesita poco o ningún líquido en la operación del robot, a diferencia de las batidoras, que necesitan alguna cantidad de líquido para mover las partículas alrededor de sus cuchillas.

## Historia
La idea de una máquina para procesar alimentos surgió cuando un vendedor de una compañía de cáterin francesa, Pierre Verdun, observó la gran cantidad de tiempo que sus clientes pasaban en la cocina cortando, rallando y mezclando. Verdun ideó una solución simple pero efectiva: un cuenco con una cuchilla giratoria en la base. En los años 1960 el aparato evolucionó en el Robot-Coupe, una compañía fundada para fabricar el primer robot de cocina comercial para la industria del cáterin. A finales de la década, se lanzó un robot de cocina comercial con un potente motor de inducción. El mercado doméstico tuvo que esperar a 1972 para disponer de un robot de cocina, el Magimix.
Carl Sontheimer introdujo este mismo robot de cocina Magimix 1800 en Norteamérica en 1973 bajo la marca Cuisinart, como primer robot de cocina doméstico de Estados Unidos (EEUU).
En 1980, la URSS comenzó a producir robot de cocina del modelo Mriya (que consisten en un motor eléctrico con una caja de cambios y seis accesorios reemplazables: una picadora de carne, un molinillo de café, una batidora, un exprimidor, etc.).

## Funciones
Los robots de cocina suelen tener múltiples funciones, según la ubicación y tipo de accesorio o cuchilla. Estas funciones suelen ser:
- Rebanar y trocear verduras;
- Picar frutos secos, semillas, especias, carne o fruta seca;
- Rallar queso o verdura;
- Elaborar purés;
- Mezclar y amasar.
- Sofreir y cocer
- Cocinar al vapor
- Pesar alimentos (váscula)

## Diseño y funcionamiento
La base de la unidad alberga un motor que hace girar un eje vertical. Un cuenco, normalmente fabricado de plástico transparente, encaja en este eje. Las cuchillas de cortar pueden acoplarse al eje, de forma que giren cerca del fondo del bol. También pueden acoplarse discos para cortar o rallar, que giran en la parte alta del cuenco. Una tapa con un tubo por el que se introducen los ingredientes cierra el recipiente, impidiendo que estos salgan del procesador. El tubo permite que se añadan ingredientes mientras el robot funciona. Asimismo sirve como tolva por la que se introducen los alimentos a rallar o cortar. Se suele disponer de una pieza para empujar los alimentos, de forma que se protejan los dedos.
Casi todos los robots de cocina modernos  tienen mecanismos de seguridad para evitar que el motor funcione si el cuenco no está correctamente encajado a la base o si la tapa no está correctamente sujeta al cuenco.

## Capacidad
Cada litro de capacidad del bol equivale aproximadamente a 2 raciones. Los robots de cocina suelen tener una capacidad de entre 2 y 6 litros.